# Luigi Luciani

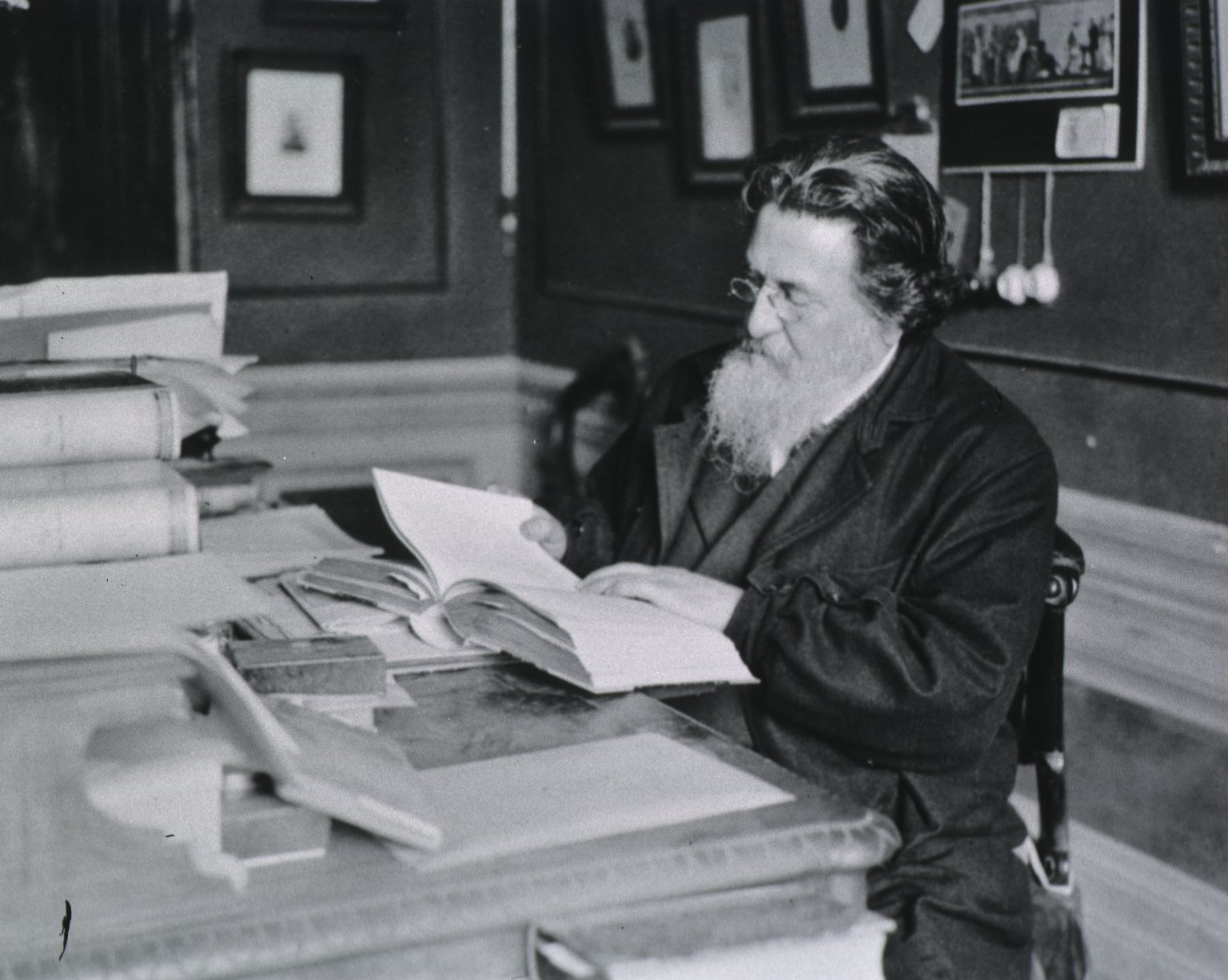
Luigi Luciani

Luigi Luciani, född 23 november 1840 i Ascoli Piceno, död 23 juni 1919 i Rom, var en italiensk fysiolog.
Luciani studerade i Leipzig för Carl Ludwig och utarbetade där sin betydelsefulla avhandling Eine periodische Funktion des isolierten Froschherzens (i "Bericht der sächsischen Gesellschaft der Wissenschaften", 1873). Han blev 1875 e.o. professor i Parma, 1880 ordinarie professor vid universitetet i Siena, 1882 i Florens och 1893 i Rom. Han var därjämte från 1903 senator. 
Bland Lucianis skrifter märks särskilt de till tyskan översatta stora monografierna Die Funktionslokalisation auf der Grosshirnrinde (med Giuseppe Seppilli, 1886), Das Hungern (1890), Das Kleinhirn (1893) samt hans Fisiologia dell uomo (tre band, 1898–99, tredje upplagan 1908 ff.; även på tyska).